# جيني غو
جيني غو (بالإنجليزية: Jennie Gow)‏ هي صحفية ومقدمة تلفزيونية ومذيعة بريطانية، ولدت في 20 مايو 1977 في ساوثهامبتون في المملكة المتحدة.